# Park-šuma Vrhovec
Park-šuma Vrhovec, park-šuma u Hrvatskoj i jedna od 17 park-šuma na prostoru Grada Zagreba. Prostire se na sjeveru Zagreba. Može se smatrati prvom u nizu park-šuma središta.
Kompleks park-šume Vrhovec nalazi se između park-šume Šestinski dol s južne strane i park-šume Zamorski breg sa sjeverne strane. Svojim istočnim obodom naslanja se na park-šumu Jelenovac. Pripada većim dijelom na zapadu mjesnom odboru Šestinski dol – Vrhovec, te manjim dijelom na istoku mjesnom odboru Jelenovac u gradskoj četvrti Črnomerec.

## Zajednički opis i procjena s park-šumom Jelenovac
Prosječna drvna zaliha iznosi 314,82 m3/ha, a prirast 5,97 m3/ha. To su mješovite sastojine u kojima u omjeru smjese dominiraju hrast kitnjak, bukva, grab i bagrem. Primješani su lipe, kesten, jasen, voćkarice i breza. Sastojine treba njegovati proredom uz posebnu pažnju formiranja strukture, zbog ponegdje pregustih sastojina, omjera smjese zbog bagrema, prostornog rasporeda zbog izrazitih grupa stabala, okomite strukture posebno formiranja i njege podstojne etaže, uzgojnog oblika vađenjem stabala iz panja i na klizišta, zbog podržavanja jače pokrovnosti. U starim sastojinama u kojima se nalaze fiziološki oslabljena stabla provoditi kombiniranu obnovu na malim površinama uz oplodne i rubne sječe. Državnih šuma u Park-šumi Vrhovec je 33,41 ha, privatnih 15,49 ha, ostalih površina 5,60 ha. Prosječna drvna zaliha je 314,82 prostornih metara po hektaru. Prosječni godišnji tečajni prirast je 5,97 prostornih metara po hektaru.